# Bödel
För andra betydelser, se Bödel (olika betydelser).

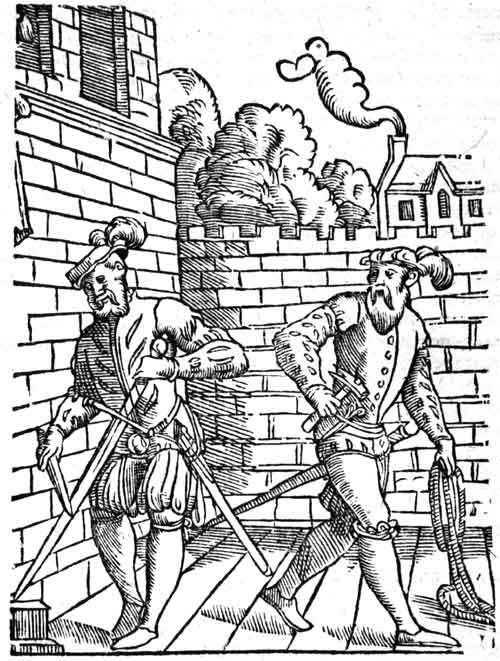
Illustration i Praxis rerum criminalium iconibus illustrata, Antwerpen - Beller - 1562.

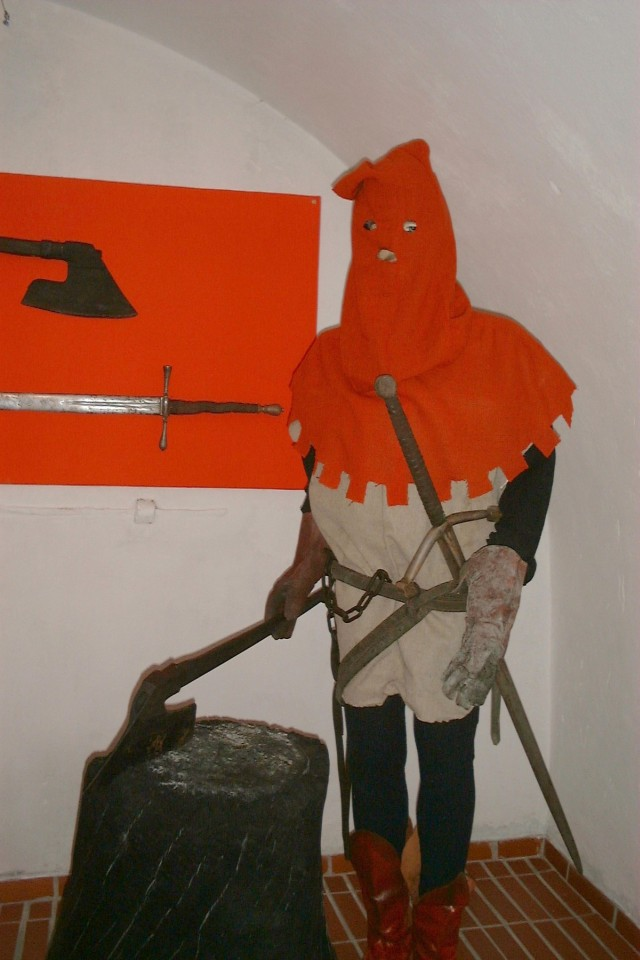
Modell av en bödel på ett museum i Polen.

Bödel eller skarprättare var en av samhället anställd person, utsedd att verkställa dödsstraff, prygel och andra kroppsstraff. De flesta länder har haft eller har personer med sådana uppgifter. Under medeltiden användes även orden mästerman eller stupagreve. Bödeln hade ofta ett antal medhjälpare som kallades rackare eller rackardrängar. I södra Sverige och Danmark kallades dessa också nattmän. De utförde även föraktade sysslor som att rensa latriner och begrava självmördare. Tjänsten som bödelsdräng avskaffas under 1860-talet.
Att fuska i bödelns yrke kunde vara farligt. Kyrkoherden mäster Samuel Hammarinus i Klara församling i Stockholm blev exempelvis avsatt år 1663 därför att han med egen hand tagit ned en piga som hängt sig. Sådant ansågs nämligen vara ett bödelsgöra och förnedrande för prästämbetet.
En beryktad bödel under franska revolutionen var Charles Henri Sanson. De finns kvar i stater med dödsstraff. Namnet bödel är äldst och finns redan i fornsvenskan. Ordet skarprättare kommer från tyskans scharfrichter. Även ordet mästerman kommer från tyskan. Ordet "bödel" har senare kommit att användas i överförd betydelse, bland annat om skoningslösa mördare och personer som medverkat i folkmord.
Utanför Sverige skilde man på skarprättare och bödel på så sätt att skarprättare fick stå för de "finare" avrättningarna i form av halshuggning (som ofta var reserverad för adeln), medan bödeln stod för straff som hängning, stegling, tortyr- och spöstraff.

## Bödelns historia i Sverige
Bödelsämbeten började förekomma i de svenska städerna i slutet av 1200-talet och växte fram i samband med Magnus Erikssons landslag på 1350-talet, vars lag nu tillämpade flera typer av dödsstraff. I september 1491 skulle Stockholms bödel vara klädd i stadens färger. Under 1500 och det tidiga 1600-talet var det svårt att rekrytera skarprättare varför man istället utnyttjade dömda fångar till arbetsuppgiften. Dödsdömda personer kunde få slippa sitt straff genom att själva bli skarprättare. Innan han trädde i tjänst fick han öronen avskurna eller stadens märke inbränt på kroppen, så att han skulle bli lätt att identifiera om han avvek från sin syssla. Inte sällan hängde den nye bödeln sin föregångare också. Bödeln Klemet Persson Foss hade dömts till döden för häststöld, men benådades då han valde att anta uppdraget och genomförde mästerprovet den 3 juni 1594. År 1699 förbjöds dock denna form av rekrytering, men det finns exempel på när människor sökte frivilligt; den tidigare skarprättaren i Norrköping Jakob Möller ansökte om att få bli Stockholm stads bödel, vilket han blev i maj 1629. Även dennes förmodade efterträdare Mikael Reissuer (Mäster Mikael) antogs som bödel utan att vara dömd för något brott. I mitten av 1600-talet blev det allt vanligare med att man ärvde ämbetet inom familjen, från far till son. Döttrarna gifte sig gärna med en bödel på annan ort. Detta möjliggjorde för att flera skarprättarfamiljer, likt dynastier, kunde växa fram. Inom skarprättarsläkten Meijer, med Gabriel Alexandersson Meijer som stamfader, ärvdes yrket vidare i fyra generationer. Sören Mattiasson ärvde bödelsyrket efter sin far i Gränna under 1650-talet och blev verksam i 64 år och avrättade enligt uppgift närmare 300 människor. 

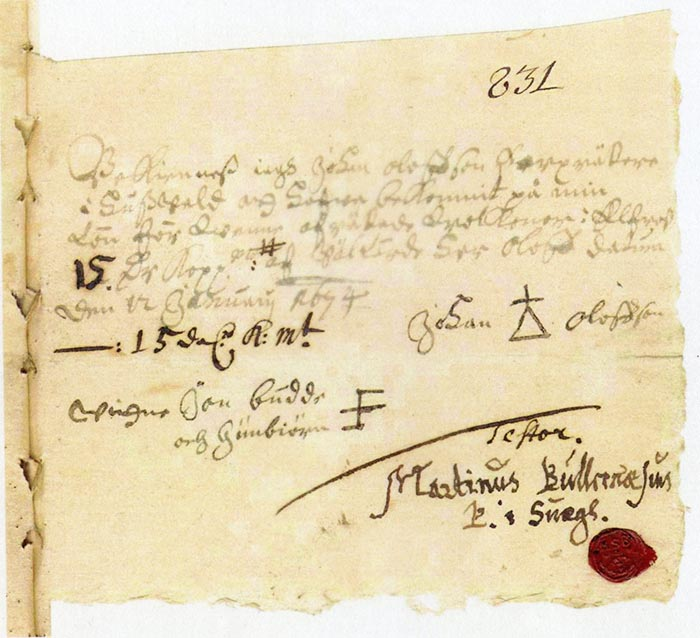
Kvitto på att bödeln Johan Olofsson fått betalt för en avrättning.

En kung som gjorde mycket för att höja "skarprättarämbetets" sociala ställning var Karl XII. Bödelsgörat hade förut varit så till den grad illa ansett att även skarprättarens barn och tjänstefolk betraktades "som oärlige och sådane, vilka inte böra tillåtas att pläga umgänge med annat, ärligit folk". Enligt en gammal, allmänt utbredd sedvana blev "bövelsbarnet" inte döpt tillsammans med "ärlige personers barn", före predikan, utan först efter densamma. Bödelns barn hade inte heller någon möjlighet att försörja sig med annat arbete än halshuggning.
Bödelns umgängeskrets var begränsad till folk med relativt låg social status, han var ju själv rekryterad ur denna kategori. Mot mitten av 1800-talet förändras dock både status och rekryteringsformer för yrket och man får ett visst antal statligt anställda skarprättare.
Fram till 1858 fanns en skarprättare i varje län, men efter denna tidpunkt strävade man att minska det totala antalet skarprättare i landet. Detta ledde till att man införde en rekommendation om att man till tjänsten (när den blev ledig) endast skulle rekrytera person som var verksam inom yrket i andra län. Efter 1866 fanns endast två verksamma skarprättare i landet, en för Stockholms stad (Johan Fredrik Hjort) och en för Jönköping/Vadstena (Per Petter Christensson Steijnech). När Steijnech 1887 emigrerade till USA fick han ingen efterträdare i Jönköping. Hjort avled 1882 och efterträddes av fattigvårdsföreståndaren Johannes Persson Palmgren. Han utförde dock aldrig några avrättningar innan han lämnade posten och ersattes av Anders Gustaf Dahlman, som skulle bli Sveriges sista skarprättare. År 1900 blev han riksskarprättare, och året efter hans död avskaffades dödsstraffet i fredstid i Sverige.

## Andra kända bödlar
- Jürgen Homuth, verksam under Stockholms blodbad.
- Mikael Reissuer, som utövade sitt hantverk på Galgberget, Södermalm från 1635 till 1650.
- Anders Gustaf Dalman
- John C. Woods
- Albert Pierrepoint
- Charles-Henri Sanson, fransk bödel. Avrättade bl.a. Ludvig XVI av Frankrike och Marie-Antoinette.
- Giovanni Battista Bugatti, Kyrkostatens officiella bödel, 1796-1864.